# Aspilota latitergum
Aspilota latitergum är en stekelart som beskrevs av Fischer 1969. Aspilota latitergum ingår i släktet Aspilota och familjen bracksteklar. Inga underarter finns listade.